# Grupo (estratigrafia)
Um grupo em estratigrafia é uma unidade litoestratigráfica, uma parte do registro geológico ou coluna de rochas que consiste em estratos rochosos definidos. Os grupos são geralmente divididos em formações individuais. Às vezes, os grupos são divididos em "subgrupos" e às vezes são agrupados em "supergrupos".
No passado, alguns grupos bem conhecidos do noroeste da Europa também foram utilizados como unidades de cronostratigrafia e geocronologia. Estes são os Rotliegend e Zechstein (ambos da idade do Permiano); Buntsandstein, Muschelkalk e Keuper (Triássico na idade); Grupos Lias, Dogger , Malm (Jurássico em idade) e Bauru (Cretáceo Superior). Devido à confusão que isso causa, a escala de tempo geológica oficial do ICS não contém mais nenhum desses nomes.